# Буяльський Ілля Васильович
Ілля́ Васи́льович Буя́льський (*6 серпня 1789, Вороб'ївка — †20 грудня 1866) — український і російський медик. Уролог, анатом і хірург Російської імперії.
З 1821 — професор петербурзької Медико-хірургічної академії. З 1831 року викладав пластичну анатомію в Академії мистецтв у Петербурзі, де 1842 року його обрали академіком.

## Біографія
Ілля Буяльський народився 26 липня 1789 року в селі Вороб'ївка, на Сіверщині у Чернігівській губернії. Прадід Іллі був запорізьким козаком, жив на Січі. Дід –осавул реєстрового козацтва. Батько — сільський священик, записаний до дворянства, випускник Києво-Могилянської академії.
У 1796 році Ілля поступив до Новгород-Сіверського повітового училища, пізніше закінчив філософські класи Чернігівської семінарії. 1809 року почав навчатися у Московському відділенні Петербурзької медико-хірургічної академії. З 1810 року перевівся до Петербурга, де викладав його далекий родич Петро Загорський. Вже із другого курсу Ілля почав асистувати при хірургічних операціях і читати анатомію першокурсникам. 1814 року Буяльський закінчив академію з відмінним дипломом і був призначений прозектором анатомії. З 1815 до 1820 року працював ординатором у клініці професора Буша. У 1816 представив до академії звіт за 28 проведених ним операцій, за що отримав звання медика-хірурга. У 1818-19 роках подарував академії більше ніж 220 анатомічних препаратів, виготовлених власноруч.
У 1821 році став ад'юнкт-професором кафедри анатомії, фізіології та судово-лікарської науки. 24 березня 1823 року захистив у Петербурзькій Медико-хірургічній академії дисертацію на ступінь доктора медицини та хірургії під назвою «Медико-хирургическая диссертация, содержащая некоторые вопросы об аневризмах, относящихся к патологии и терапии». Одночасно з дисертацією Буяльський надав опис 210 хірургічних операцій, виконаних ним. 1825 року його затвердили у званні екстраординарного професора кафедри анатомії, фізіології і судово-лікарської науки.

## Творчий доробок
Один із засновників ангіохірургії, родоначальник топографічної анатомії. Основоположник наукової урології. Автор всесвітньо відомих атласів з анатомії та хірургії.
Після закінчення навчання, очолив кафедру анатомії Санкт-Петербурзької медико-хірургічної академії. 30 років викладав анатомію у петербурзькій академії мистецтв. 12 років був директором Петербурзького інструментального заводу. Працював хірургом у Царськосельському ліцеї.
Тривалий час І.Буяльський був єдиним у Росії спеціалістом з бальзамування. В історію світової анатомії увійшов як автор методики виготовлення унікальних анатомічних препаратів. Використавши анатомічний макропрепарат вченого, скульптор П.Клодт створив статую «Лежаче тіло».
Вчений — автор першого в Україні та Російській імперії посібника із судової медицини. Свій унікальний хірургічний досвід та лікарську діяльність Буяльський увічнив у «Анатоміко-хірургічних таблицях», майстерне виконання яких стало сенсацією в медичному світі Європи та Америки й уславили ім'я українського вченого.
Буяльський — член багатьох наукових товариств, зокрема, Філософського товариства у Філадельфії, Віденського медичного товариства.

## Буяльський і Шевченко

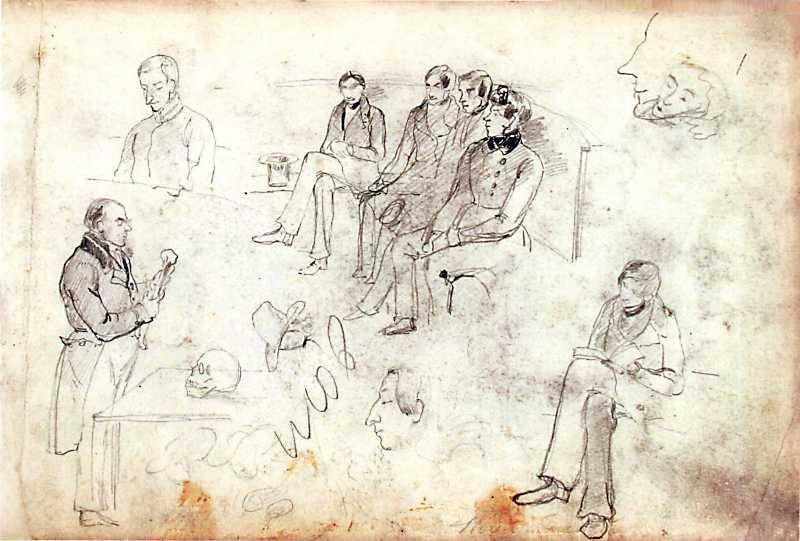
Тарас Шевченко. На лекції Іллі Буяльського з остеології. Зарисовка (1841)

Під час навчання в Академії Мистецтв Тарас Шевченко з особливим задоволенням слухав його лекції. Збереглися рисунки Шевченка «На лекції з анатомії» (1841, Інститут літератури АН УРСР), де зображено Буяльського під час викладання остеології, а також «Анатомічний малюнок» (1842, Державний музей імені Тараса Григоровича Шевченка), зроблений на одній з його лекцій. Про Буяльського він також згадував у повісті «Художник».